# Olympische Sommerspiele 2004/Teilnehmer (Nepal)
| Gelbes Symbol für Goldmedaillen mit stilisierten Olympischen Ringen | Graues Symbol für Silbermedaillen mit stilisierten Olympischen Ringen | Braundes Symbol für Bronzemedaillen mit stilisierten Olympischen Ringen |
| ------------------------------------------------------------------- | --------------------------------------------------------------------- | ----------------------------------------------------------------------- |
| —                                                                   | —                                                                     | —                                                                       |

Nepal nahm an den Olympischen Sommerspielen 2004 in Athen, Griechenland, mit einer Delegation von sechs Sportlern (drei Männer und drei Frauen) teil.

## Teilnehmer nach Sportarten

### Leichtathletik
- Rajendra Bahadur Bhandari
5000 Meter: Vorläufe

- Kanchi Maya Koju
Frauen, 1500 Meter: Vorläufe

### Schießen
- Tika Shrestha
Luftgewehr: 46. Platz

### Schwimmen
- Alice Shrestha
100 Meter Brust: 59. Platz

- Nayana Shakya
Frauen, 100 Meter Brust: 47. Platz

### Taekwondo
- Sangina Baidya
Frauen, Fliegengewicht: 7. Platz